# Giuseppe Trepiccione (politico)
Giuseppe Trepiccione (Casapulla, 22 agosto 1963) è un politico italiano.

## Biografia

### Elezione a deputato
Alle elezioni politiche del 2006 viene eletto deputato della XV legislatura della Repubblica Italiana nella circoscrizione I Piemonte per la Federazione dei Verdi.
Ha fatto parte della Commissione Parlamentare Attività Produttive, Commercio e Turismo.
Dopo la politica si è dedicato all'attività artistica in particolare nella pittura, partecipando anche a mostre e gallerie.